# Sugiurumn
Sugiurumn, de son vrai nom Eiji Sugiura (杉浦英治, Sugiura Eiji, né le 1er novembre 1970 au Japon) est un musicien, DJ et producteur de musique japonais. Il débute en 1992 comme chanteur et guitariste du groupe de rock Electric Glass Balloon. À sa séparation en 1998, il se reconvertit dans la house music et prend le pseudonyme de Sugiurumn en 1999. Il sort plusieurs disques en solo, et réalise de nombreux remix pour d'autres artistes, notamment pour ceux de son label avex trax.

## Discographie

### Singles solo
- EVERLASTING TEENAGE MUSIC
- WEEKEND
- Night Music (2001)
- electrify my love (2004)
- star baby (2004)
- SWEET AMAZING (2005)
- Boogie Nights (2005)

### Albums solo
- EVERLASTING TEENAGE MUSIC (1999)
- Life is serious but art is fun (1999)
- MUSIC IS THE KEY OF LIFE (2000)
- Life Ground Music (2002)
- our history is made in the night (2004)
- House beat (2005)
- What time is summer of love? (2007)
- ACID 2 ACID (mini-album, 2010)
- Midi In Midi Out (2010)

Albums spéciaux
- Party Calling!! (mix, 2004)
- Party calling 2 (mix, 2005)
- House beat Evolution (remix, 2006)
- Do You Remember That Night? (best of, 2010)